# Soevereine beoordeling
Een soevereine beoordeling is een vorm van beoordeling door een gewone rechter op basis van feiten.  De rechter zal, zo wettelijk geen bijzondere bewijsregels voorzien zijn, enkel in eer en geweten oordelen of die feiten zich al dan niet hebben voorgedaan.
Enige correctie op deze beoordeling bestaat erin dat tegen een eerste beoordeling hoger beroep kan aangetekend worden en de zaak dus volledig terug opnieuw beoordeeld kan worden.
De rechter in hoger beroep zal dan in laatste instantie hierover definitief oordelen. Wordt een voorziening in cassatie ingesteld, zal het Hof van Cassatie zich onbevoegd verklaren wanneer de betwisting betrekking heeft op de beoordeling van feitelijke beoordelingen. Het Hof motiveert dat dan op grond van de soevereiniteit van de feitenrechter.